# سيغفريد إس. هيكر
سيغفريد إس. هيكر (بالإنجليزية: Siegfried Hecker)‏ هو بروفيسور وفيزيائي ومهندس أمريكي، ولد في 2 أكتوبر 1943 في Tomaszew, Masovian Voivodeship ‏ في بولندا.